# 朱塞佩·莫约利
朱塞佩·莫约利（義大利語：Giuseppe Moioli，1927年8月8日—2025年5月5日），意大利男子赛艇运动员。他曾代表意大利参加1948年、1952年和1956年夏季奥林匹克运动会赛艇比赛，获得一枚金牌。